# Comunitat de comunes Arc Sud Bretanya
La Comunitat de comunes Arc Sud Bretanya (en bretó Kumuniezh kumunioù Gwareg Kreisteiz Breizh) és una estructura intercomunal francesa, situada al departament d'Ar Mor-Bihan a la regió Bretanya, al País de Vannes. Té una extensió de 352,88 kilòmetres quadrats i una població de 25.811 habitants (2006). Va sorgir de la fusió de les comunitats de comunes de País de La Roche-Bernard i del País de Muzillac l'1 de gener de 2011.

## Composició
Agrupa 12 comunes :
- Ambon
- Arzal
- Billiers
- Damgan
- Le Guerno
- Marzan
- Muzillac
- Nivillac
- Noyal-Muzillac
- Péaule
- La Roche-Bernard
- Saint-Dolay